# Drusus kazanciae
Drusus kazanciae là một loài Trichoptera trong họ Limnephilidae. Chúng phân bố ở miền Cổ bắc.